# School of Advanced Study
Die School of Advanced Study ist ein zur University of London gehörender Institutsverbund. Ihre Aufgabe ist gemäß ihrer Verfassung die Förderung und Erleichterung von Forschung und vertiefendem Studium in den Geistes- und Sozialwissenschaften.

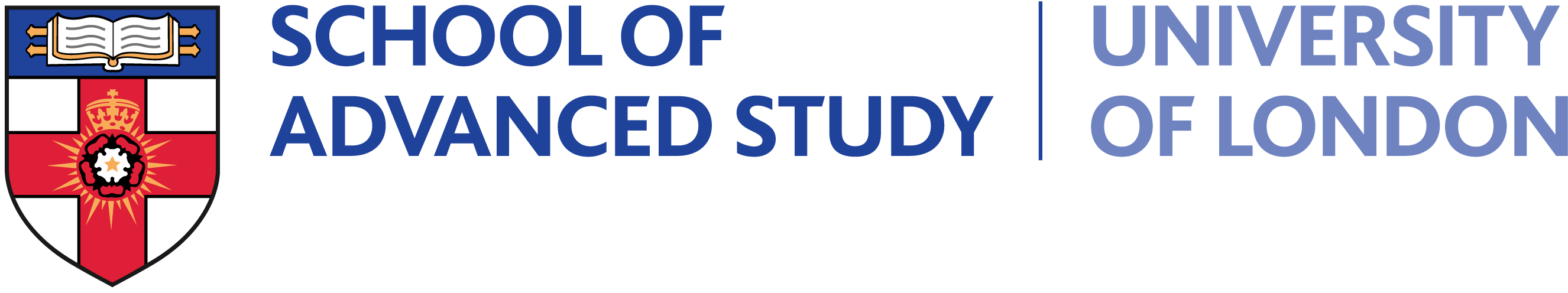
Logo der School of Advanced Study

Der Verbund wurde am 1. August 1994 gegründet und brachte damals acht verschiedene Fachinstitute zusammen, die unabhängig unter dem Dach der föderalen Struktur der University of London existierten. Seit der Gründung wurden zwei weitere Institute ins Leben gerufen, ein Institut wurde ausgegliedert. Die neun Mitgliedsinstitute der School of Advanced Study sind:

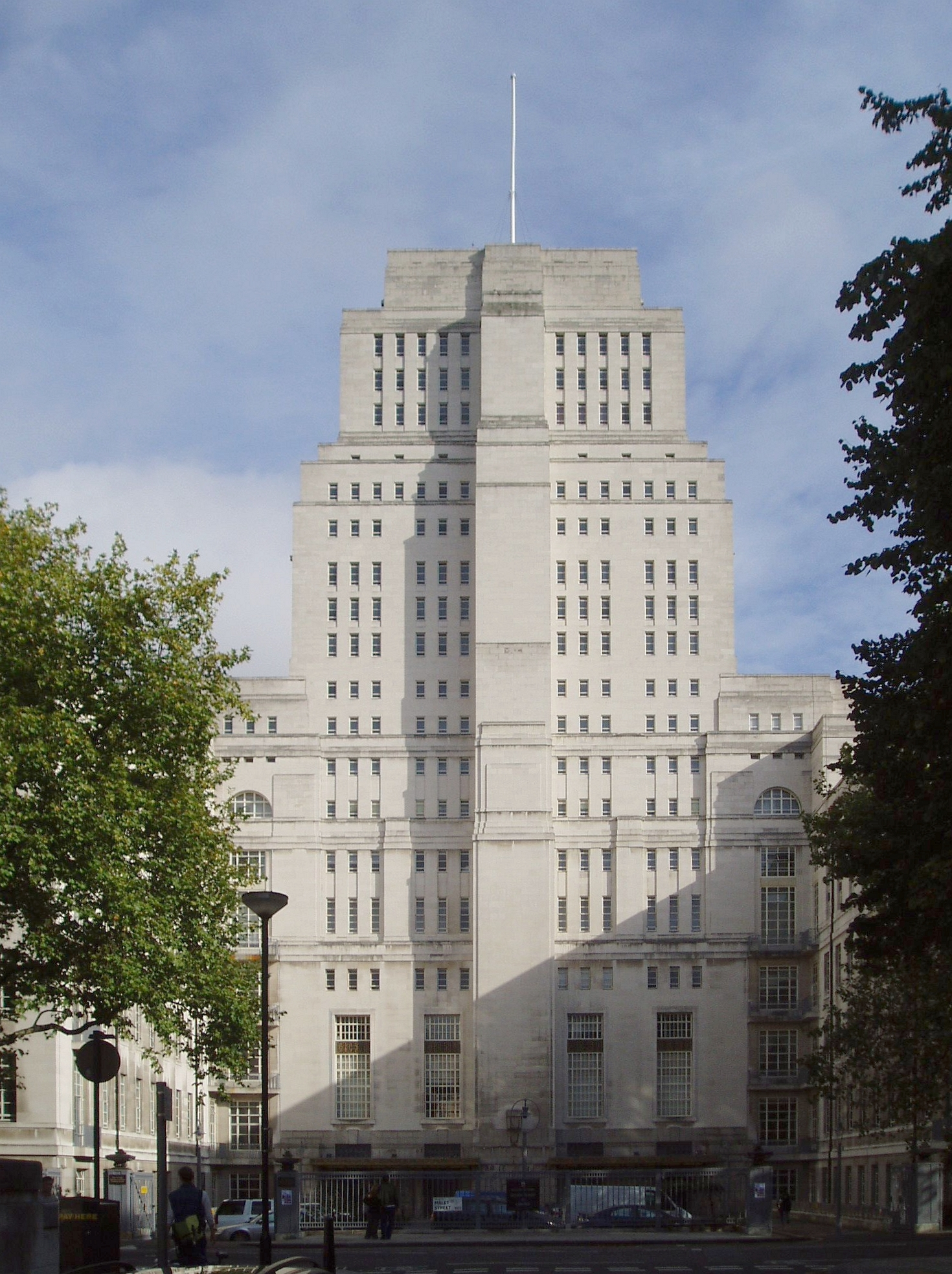
Senate House, der Sitz der School of Advanced Study

- Institute of Advanced Legal Studies
- Institute of Classical Studies
- Institute of Commonwealth Studies
- Institute of English Studies
- Institute of Historical Research
- Centre for Latin American and Caribbean Studies (2004 bis 2013: Institute for the Study of the Americas)
- Institute of Languages, Cultures and Societies
- Institute of Philosophy
- Warburg Institute

Ehemalige Institute:
- Das Institute of Musical Research wurde von der School of Advanced Studies zur Royal Holloway, University of London verlagert.

Die Institute sind reine Postgraduierteneinrichtungen, d. h., es werden dort nur Master-Kurse und Promotionsmöglichkeiten angeboten.
Die School of Advanced Study beheimatet außerdem das Human Rights Consortium, das die Forschung der verschiedenen Institute auf dem Gebiet der Menschenrechte mit der Arbeit auswärtiger Organisationen und Experten bündelt.